# Michael Asante
Michael Asante (ur. 12 marca 1985 – zm. 8 kwietnia 2015) – ghański piłkarz grający na pozycji defensywnego pomocnika. W swojej karierze rozegrał 6 meczów i strzelił 1 gola w reprezentacji Ghany.

## Kariera piłkarska
Swoją piłkarską karierę Asante rozpoczął w klubie Cape Coast Ebusua Dwarfs. W sezonie 1999 zadebiutował w nim w pierwszej lidze ghańskiej. W latach 2000-2002 grał w Great Olympics FC. W 2003 roku przeszedł do Asante Kotoko SC. W sezonach 2003 i 2005 wywalczył mistrzostwo, a w sezonie 2004 - wicemistrzostwo Ghany. W latach 2007-2008 był zawodnikiem Hearts of Oak.

## Kariera reprezentacyjna
W reprezentacji Ghany Asante zadebiutował 15 grudnia 2002 w przegranym 0:1 towarzyskim meczu z Nigerią, rozegranym w Akrze. Od 2002 do 2003 rozegrał w kadrze narodowej 6 meczów i strzelił w nich 1 gola.